# Shakugan no Shana
Shakugan no Shana (jap. 灼眼のシャナ ‚brennendheißen Augen Shanas‘) ist eine Light-Novel-Reihe von Yashichirō Takahashi, die von Noizi Ito illustriert wurde. 2005 wurde sie als Anime-Fernsehserie und Manga-Reihe von Ayato Sasakura umgesetzt. Außerdem erschien ein Spiel für die Playstation 2 sowie eine inhaltsgleiche „Nintendo DS“-Version.

## Inhalt

### Welt
Neben der Welt der Menschen gibt es eine Parallelwelt, Guze, aus der die Guze no Tomogara kommen, welche die Existenzen der Menschen auffressen. Dadurch verschwindet nicht nur der Mensch selbst, sondern auch dessen Wirkung auf die Welt, als hätte er nie existiert. Dazu werden die gefressenen Menschen durch sogenannte Fackeln ersetzt. Diese übernehmen die Eigenschaften des Menschen, den sie darstellen sollen, um für eine gewisse Zeit in der Welt der Menschen zu erscheinen. Die Fackeln werden immer schwächer, bis sie schließlich ganz verschwinden. Sie fallen dabei den anderen Menschen immer weniger auf, sodass sie schließlich niemand vermisst. Diese Fackeln bestehen aus einer blauen Flamme, der Restenergie des Menschen, die von normalen Menschen nicht wahrgenommen wird.
Für das Gleichgewicht zwischen der Welt der Menschen und der Guze sorgen die Flame Haze. Flame Haze sind Kämpfer, die ein Bündnis mit einem Guze no Tomogara eingegangen sind, um andere Guze no Tomogara zu bekämpfen, wenn diese das Gleichgewicht zwischen den Welten bedrohen. Nach einem gewonnenen Kampf machen sie die Zerstörung durch den Kampf wieder rückgängig und wandeln die Restenergie der Menschen in Fackeln um. Diese Kämpfe werden durch die normalen Menschen nicht bemerkt, da sie in einem Bannkreis (Fuzetsu) geschehen. Nur Flame Haze, Guze no Tomogara, Rinne oder Mistes können sich in diesen bewegen. Rinne sind Marionetten der Guze no Tomogara, die sie gegen Menschen einsetzen.
Mistes sind besondere Fackeln, die in ihrem Innern ein mystisches Artefakt mit besonderen Fähigkeiten besitzen. Guze no Tomogara können diese Gegenstände aus solchen Mistes entfernen und sie benutzen. Sollte ein Mistes zerstört werden oder seine Fackel brennt herunter, wird das mystische Artefakt in eine neue Fackel transferiert. Diese Fackel wird dann ebenfalls zu einem Mistes. Bei welcher Fackel das Artefakt aber landet, ist zufällig.

### Handlung
Yūji Sakai hat gerade seinen ersten Schultag an der Oberschule, als er den Angriff mehrerer Rinne in der Fußgängerzone miterlebt. Diese haben ein Fuzetsu errichtet und ein Guze no Tomogara versucht, Yūji zu fressen. Da erscheint eine Flame Haze und kämpft gegen die Rinne. Nach dem Kampf erfährt Yūji von ihr, dass er schon lange tot sei. Er ist kein Mensch mehr, sondern nur noch die Flamme der Existenz und eine Mistes. Das Artefakt, das er in sich trägt, bewirkt, dass er seine Lebensenergie regenerieren kann und so nicht verlöscht. Eine Mitschülerin von ihm, die auch in dem Fuzetsu war, wurde ebenso zu einer Fackel. Sie verlöscht jedoch bald darauf, nachdem Yūji versucht, den Rest ihres Lebens zu verschönern.
Bald wird Yūji sich klar über seine eigene Vergänglichkeit und seine Beziehung zu Shana entwickelt sich weiter.

### Charaktere
Yūji Sakai (坂井 悠二, Sakai Yūji)
Yūji, die Hauptfigur der Serie, ist ein durchschnittlicher Oberschüler. Allerdings stellt sich seine Welt auf den Kopf, als er herausfindet, dass er bereits tot ist und nur noch wenig Zeit hat, bevor er verschwindet. Glücklicherweise ist Yuji eine Mystes, die einen Schatz beinhaltet – das Reiji Maigo (零時迷子, dt. „verlorenes Mitternachtskind“). Anders als andere Fackeln, erneuert dieser Schatz Yujis Lebensenergie jede Nacht genau um Mitternacht. Mit dem Reiji Maigo kann Yuji wie ein normaler Mensch weiterleben, solange er darauf achtet, dass seine Lebensenergie nicht vor Mitternacht völlig aufgebraucht ist. Später beginnt er, seine noch unerschlossenen Kräfte kennenzulernen und zu nutzen. Nach einiger Zeit verliebt er sich in Shana und gesteht ihr seine Gefühle.
Shana (シャナ, auch Empatsu Shakugan no Uchite, dt. „Kriegerin mit flammendem Haar und leuchtenden Augen“)
Sie ist die weibliche Hauptrolle der Serie und eine Flame Haze, die gegen Guze no Tomogara kämpft. Anfangs konzentriert sie sich einzig auf ihre Pflicht als Flame Haze, was so weit geht, dass sie nicht einmal einen Namen trägt. Sie sieht Yūji nur als Fackel an, ein Objekt, nur geringfügig interessant aufgrund seines Daseins als Mistes. Dennoch öffnet sie sich langsam Yūji gegenüber, beginnt ihn als Person anzusehen trotz seiner Existenz als Fackel und verliebt sich schließlich in ihn. Bevor sie Yūji traf war sie nur bekannt unter ihrem Flame Haze Titel „Kriegerin mit flammendem Haar und leuchtenden Augen“ oder unter dem Namen ihres Schwertes Nietono no Shana (贄殿遮那, dt. „[Vairo]cana des Gabenraums“). Yūji, der ihr eine eigene Identität als Person verleihen möchte, gibt ihr den Namen „Shana“ nach ihrem Schwert. Shana hat die Angewohnheit dreimal hintereinander „Urusai!“ zu sagen – übersetzt: „Sei still!“ –, wann immer Yūji ihr Fragen stellt oder Anmerkungen macht, die ihre ursprüngliche Ansicht stören. Aber in Wirklichkeit mögen sie sich. Sie hat eine riesige Vorliebe für Melonenbrot. Später kommt Shana zur überraschenden Erkenntnis, dass sie Yūji liebt und offenbart ihm sogar ihre Liebe in der letzten Episode der ersten Staffel, als sie dachte, sie müsste sterben, aber er konnte nicht hören, was sie sagte. Shana ist fortwährend hin- und hergerissen zwischen ihrer Mission, das Gleichgewicht zu erhalten, und ihrer Liebe zu Yūji. Aufgrund einer Entscheidung, die sie gegen Ende der ersten Staffel des Animes macht, begann die Nähe, die sie einst hatten, auseinanderzufallen, als Yūji aufgrund dieser Entscheidung von ihr Abstand hielt. Dennoch scheint es, dass Shana und Yūji ihre alte Bindung wiederherstellen konnten.
Alastor (アラストール, Arasutōru)
Ein Tomogara, der auf das Gleichgewicht zwischen der Menschenwelt und Guze bedacht ist. Deswegen benutzt er Shana, um die Tomogara zu töten, die wahllos menschliche Existenzen verschlingen und so das Gleichgewicht empfindlich stören. Sein Erscheinungsbild ist das Amulett, welches Shana um ihren Hals trägt.
Kazumi Yoshida (吉田 一美, Yoshida Kazumi)
Die Schulkameradin von Yūji ist in ihn verliebt, was sie ihm gegen Ende der ersten Staffel auch gesteht. Sie führt fortwährend einen „Kampf“ gegen Shana um Yujis Herz.
Marcocias (マルコシアス, Marukoshiasu)
Als Tomogara jagt er wie Alastor die anderen Tomogara, jedoch aus anderen Gründen. Sein Erscheinungsbild ist das Buch, welches Margery immer bei sich trägt.
Margery Daw (マージョリー・ドー, Mājorī Dō)
Die Flame Haze hasst die Guze no Tomogara und im Gegensatz zu Shana ist ihr das Gleichgewicht zwischen den Dimensionen egal, sie tötet alle Monster ohne Ausnahme. Margery ist auch eine Trinkerin und geht dabei grob mit ihrem sprechenden Buch, Marcocias um.
Keisaku Satō (佐藤 啓作, Satō Keisaku)
Kei ist einer der Schulkameraden von Yuji. Er trifft mit seinem Freund Eita Tanaka auf Margery Daw, woraufhin die beiden ihr als Helfer dienen. Er ist reich und hat ein großes Haus, was ihn aber wenig interessiert. Da seine Eltern nie da sind (und da sich im Haus ein immenser Vorrat an Alkohol befindet) quartiert sich Margery nach einer gewissen Zeit bei ihm ein.
Eita Tanaka (田中 栄太, Tanaka Eita)
Er ist Keis bester Freund und ebenfalls in der Klasse von Yuji und den anderen. Eita nennt Margery oft Ane-san, eine respektvolle und veraltete Anrede für eine ältere/große Schwester oder Person, die als solche empfunden wird.
Matake Ogata (緒方 真竹, Ogata Matake)
Ogata ist eine Klassenkameradin von Yuji und seinen Freunden. Sie ist in Eita Tanaka verliebt und sagt ihm dies auch auf einem Volksfest. In der zweiten Staffel werden die beiden dann ein Paar.
Hayato Ike (池 速人, Ike Hayato)
Ike ist seit der Mittelschule Yujis bester Freund. Aufgrund seines hohen Durchschnitts hätte er auf jede andere Oberschulen gehen können, besucht aber dieselbe Schule wie Yuji, da dieser sein einziger Freund ist.

## Light Novel
Die von Yashichirō Takahashi geschriebene und Noizi Ito illustrierte Light-Novel-Reihe erschien von November 2002 bis November 2012 bei Dengeki Bunko in Japan. Die Hauptreihe ist abgeschlossen und umfasst 22 Bände, die von I bis XXII nummeriert sind. Zusätzlich sind vier Kurzgeschichtenbände erschienen, 0, S, SII und SIII.
Bis August 2011 wurden um die 8 Millionen Bände der Light-Novel-Reihe verkauft. Die ersten beiden Bände wurden auf Englisch von Viz Media veröffentlicht.

## Adaptionen

### Manga
Der Manga von Ayato Sasakura erschien im Magazin Comic Dengeki Daiō des Verlags MediaWorks von den Ausgaben 4/2005 vom Februar 2005 bis 10/2011 vom 27. August 2011. Die Reihe wurde auch in zehn Sammelbände (Tankōbon) zusammengefasst. In den USA wurde der Manga von Viz Media lizenziert, die vom 17. April 2007 bis 21. September 2010 sechs Bände veröffentlichten. Eine deutsche Veröffentlichung erfolgt seit November 2012 bei Egmont Manga mit allen zehn Bänden.
Eine zweite Mangareihe mit dem Titel Shakugan no Shana X Eternal song: Harukanaru Uta (灼眼のシャナX Eternal song -遥かなる歌-) von Shii Kiya erschien vom 19. September 2007 bis 26. Juli 2012 im Magazin Dengeki Black Maō. Sie wurde in fünf Sammelbänden zusammengefasst und erschienen in Deutschland auch bei Egmont Manga vom 3. Juli 2014 bis 5. März 2015.

### Anime
2005 produzierte das Studio J.C.Staff eine Anime-Fernsehserie mit 24 Folgen zur Light-Novel-Reihe. Dabei führte Takashi Watanabe Regie, das Charakter-Design stammt von Mai Otsuka. Künstlerischer Leiter war Shin Okui. Die Serie wurde vom 5. Oktober 2005 bis zum 22. März 2006 auf den Sendern Chiba TV, TV Kanagawa und TV Saitama ausgestrahlt. Wenige Tage später begann die Ausstrahlungen auf den Sendern Mainichi Broadcasting und TV Aichi. Im Jahr 2006 sendete Animax die Serie. Die Serie umfasst inhaltlich die ersten sechs Bände der Light Novel. Die erste Staffel der Fernsehserie wurde auf Englisch, Koreanisch und Polnisch übersetzt.
Am 8. Dezember 2006 erschien eine OVA-Folge mit dem Titel Shakugan no Shana SP: Koi to Onsen no Kōgai Gakushū! (灼眼のシャナSP 恋と温泉の校外学習!). In dieser wurde die erste Staffel als ein Film zusammengefasst gezeigt. Anfangs werden viele Szenen wiederverwertet, später weicht die Handlung leicht ab, ohne zu viel zu ändern.
Am 21. April 2007 kam in Japan der 86-minütiger Film Gekijōban: Shakugan no Shana in die Kinos. Wie schon die Serie, wurde der Film bei J.C.Staff produziert. Der Film erzählt keine neue Handlung, sondern basiert auf den Geschehnissen des ersten Teils der Serie, die leicht abgeändert wurden und sich stärker an der Light-Novel orientieren.
Die zweite Staffel lief vom 4. Oktober 2007 bis 28. März 2008 im japanischen Fernsehen unter dem Namen Shakugan no Shana Second (灼眼のシャナII) und besteht wieder aus 24 Episoden.
Ab 23. Oktober 2009 ist die vier Episoden umfassende OVA Shakugan no Shana S veröffentlicht worden. Die OVA behandelt die Beziehung zwischen Shana und Yuji. Die drei Kurzgeschichten (Folge 1, Folge 2 und Folge 3/4) sind zeitlich nicht zusammenhängend, die dritte Kurzgeschichte (Folge 3/4 spielt) noch vor der ersten Staffel.
Die finale Staffel Shakugan no Shana Final (灼眼のシャナIII) wurde ab dem 7. Oktober 2011 im japanischen TV ausgestrahlt. Wie die beiden vorherigen Staffeln besteht sie aus 24 Folgen.
FilmConfect Anime lizenzierte die ersten beiden Staffeln, die OVA und den Film für den deutschen Sprachraum, Frankreich und Italien. Im deutschsprachigen Raum soll die Serie ab Februar 2021 auf DVD und Bluray ausgewertet werden, dabei kooperiert Filmconfect mit dem ehemaligen Fansuber Emania.

#### Synchronisation
| Rolle          | japanische Sprecher (Seiyū) | deutsche Sprecher      |
| -------------- | --------------------------- | ---------------------- |
| Shana          | Rie Kugimiya                | Samina König           |
| Yūji Sakai     | Satoshi Hino                | Tim Schwarzmaier       |
| Alastor        | Masashi Ebara               | Ingo Albrecht          |
| Kazumi Yoshida | Ayako Kawasumi              | Marie Hinze            |
| Margery Daw    | Hitomi Nabatame             | Katharina Schwarzmaier |
| Marcocias      | Mitsuo Iwata                | Hanns Jörg Krumpholz   |

#### Musik
Die Musik der Serie wurde komponiert von Kō Ōtani. Für die erste Staffel wurden Hishoku no Sora von Mami Kawada und Being von Kotoko für den Vorspann verwendet. Für die Abspanne verwendete man Yowake Umare Kuru Shōjo von Yōko Takahashi, Aka no Seijaku von Yōko Ishida und Hishoku no Sora von Mami Kawada.
Für die OVA wurden der Vorspanntitel Hishoku no Sora und der Abspanntitel Yowake Umare Kuru Shōjo aus der Serie verwendet. Der Abspann des Films ist mit Tenjō o Kakeru Mono-tachi von Love Planet Five unterlegt.
Die Vorspanntitel der zweiten Staffel sind Joint von Mami Kawada und Blaze von Kotoko. Als Abspannlieder produzierten Mami Kawada triangle und Kotoko Sociometry. In der letzten Folge der zweiten Staffel wurde das Lied sense von Mami Kawada verwendet.
Der Soundtrack der ersten Staffel erschien 2006 auch in den USA bei Geneon.

### Spiel
MediaWorks hat für die PlayStation 2 ein Adventure entwickelt, das März 2006 in Japan erschien. Eine Version des Spiels für Nintendo DS erschien im März 2007.